# Dencsháza
Dencsháza là một thị trấn thuộc hạt Baranya, Hungary. Thị trấn này có diện tích 13,98 km², dân số năm 2010 là 609 người, mật độ 44 người/km².